# Partyzánský hřbitov (Mostar)
Partizánský hřbitov v Mostaru (bosensky partzansko groblje) byl dokončen v roce 1965. Je určen pro padlé bojovníky partyzánské armády z Mostaru, kteří zahynuli v bojích během druhé světové války od roku 1941 do roku 1945. Hřbitov s památníky ve stylu jugoslávského brutalismu navrhl architekt Bogdan Bogdanović. Nachází se v ulici Kralja Petra Kremišimira IV. v západní části města.

## Historie

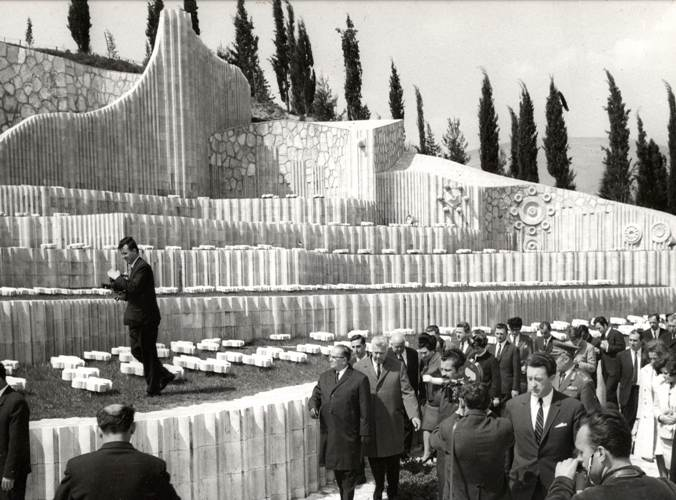
Tito při návštěvě hřbitova v 60. letech 20. století.

Rozhodnutí realizovat tento válečný hřbitov padlo na počátku šedesátých let. Myšlenku se rozhodl realizovat vysoce postavený jugoslávský komunista Džemal Bijedić, který se narodil v Mostaru. Stavba byla zahájena v říjnu 1960 a objekt byl dokončen a slavnostně otevřen dne 25. září 1965, k dvacátému výročí osvobození Mostaru. Otevření hřbitova se zúčastnil také prezident země, maršál, Josip Broz Tito.
Hřbitov se nachází v západní části Mostaru, na kopci, který je nápadný svojí rozmanitou zelení. Nabízí krásný výhled na téměř celé město. Hřbitov samotný má rozlohu 5 000 m2 a má uspořádán je do podoby šesti nepravidelně vůči sobě rozmístěných teras. Kromě architekta Bogdanoviće se na stavbě podílel i stavební inženýr Ahmet Ribac, který měl na starosti terénní úpravy místa, na kterém se hřbitov nachází. Objekt se stal postupem častu jedním ze symbolů města Mostaru.
Na hřbitově se nachází celkem 810 náhrobků, které mají svůj symbolický význam. Tvary náhrobků označujících padlé bojovníky připomínají řezaný strom – symbol přerušeného mládí. K vzniku objektu byly použity kamenné desky odstraněné ze starých a zdevastovaných kamenných domů.
Na hřbitově bylo pohřbeno celkem asi 500 osob z Mostaru a okolí. Mezi ně patří např. následující partyzáni:
- Mladen Balorda
- Karlo Batko
- Ljubo Brešan
- Leo Brook
- Yusuf Chevro
- Mustafa Ćemalović
- Rifat Frenjo
- Mithat Hacam
- Safet Mujic
- Shefik Obad
- Ahmet Pintul
- Hasan Zahirovic Laca

V období mezi lety 1992 až 1995 byl hřbitov poškozen během války v Bosně a Hercegovině. Po skončení konfliktu byl vzhledem k úpadku partyzánského kultu zapomenut a vystaven zubu času. První iniciativy jeho obnovu a se objevily v roce 2003. Obnova byla nakonec uskutečněna a hřbitov byl otevřen pro veřejnost dne 9. května 2005, a to u příležitosti šedesátého výročí konce druhé světové války. V roce 2006 byl objekt prohlášen za kulturní památku Bosny a Hercegoviny. 

## Fotogalerie

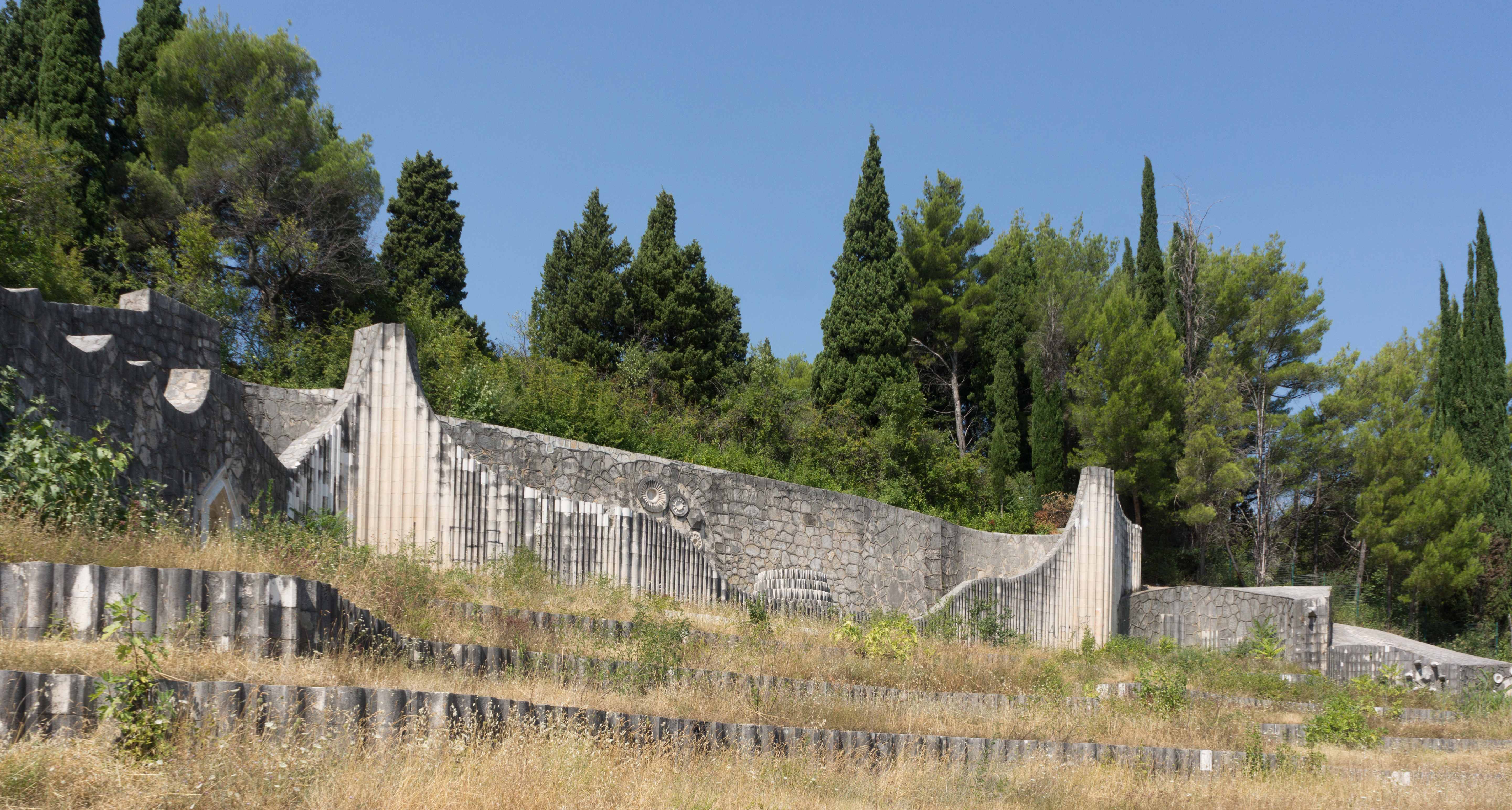
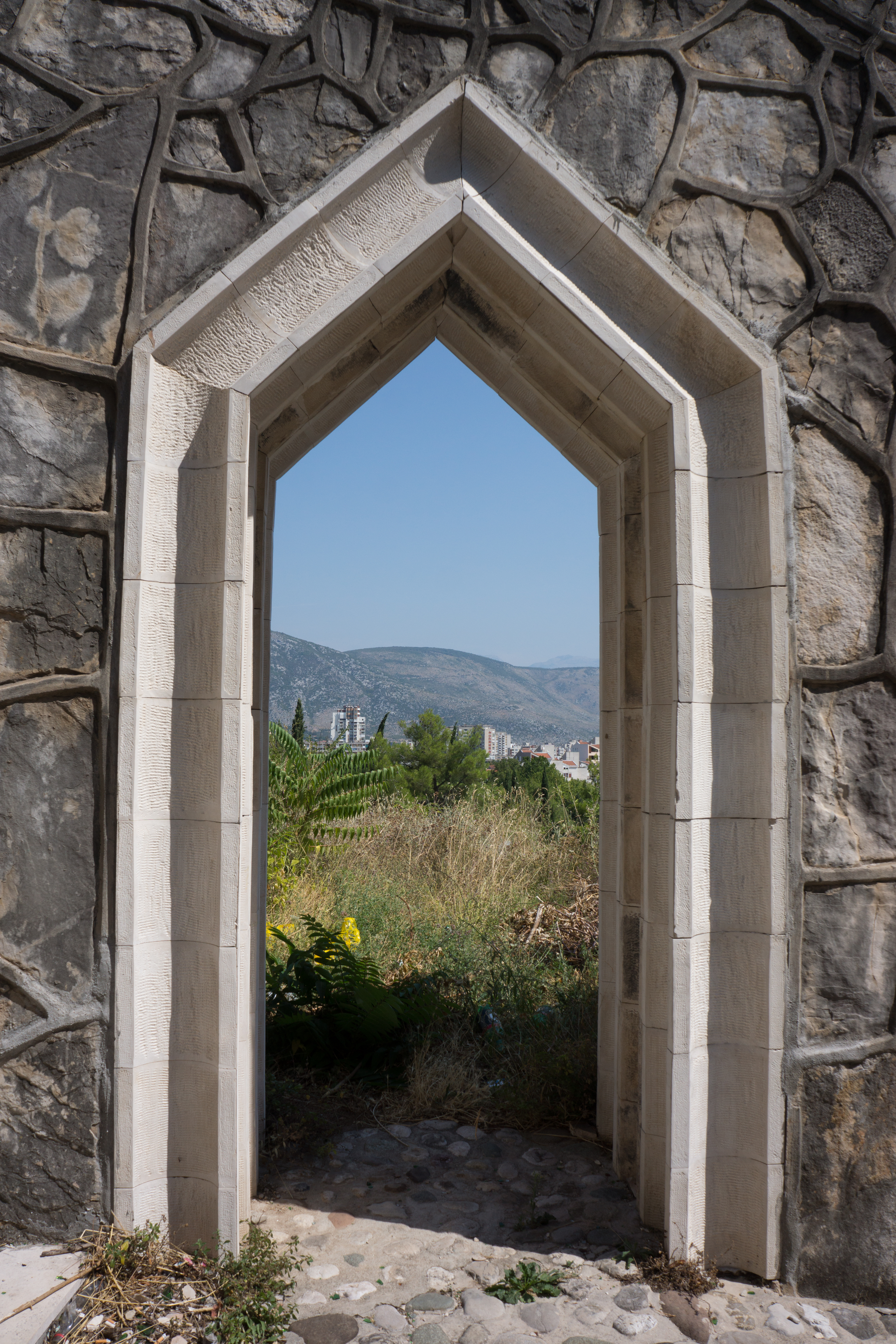
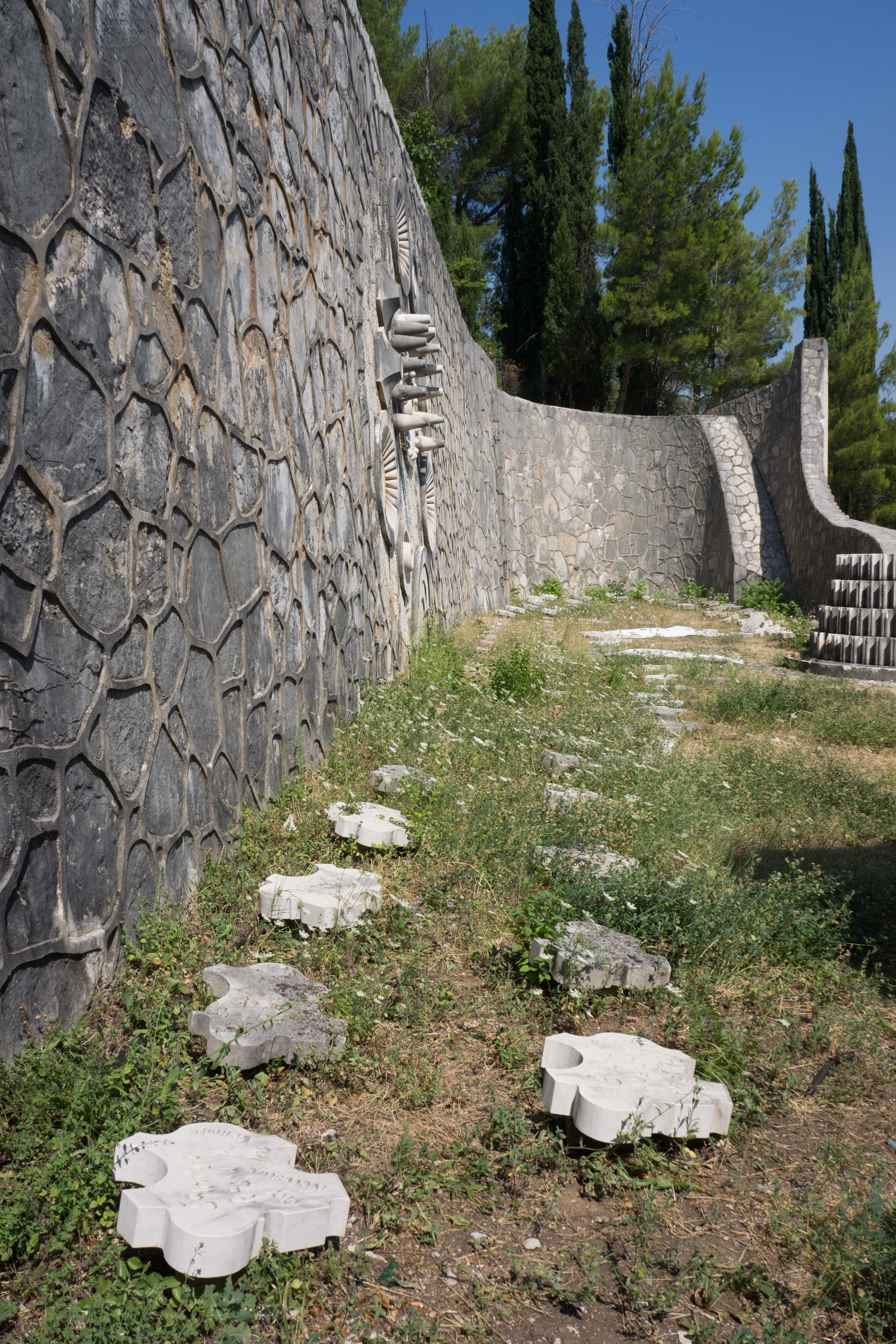
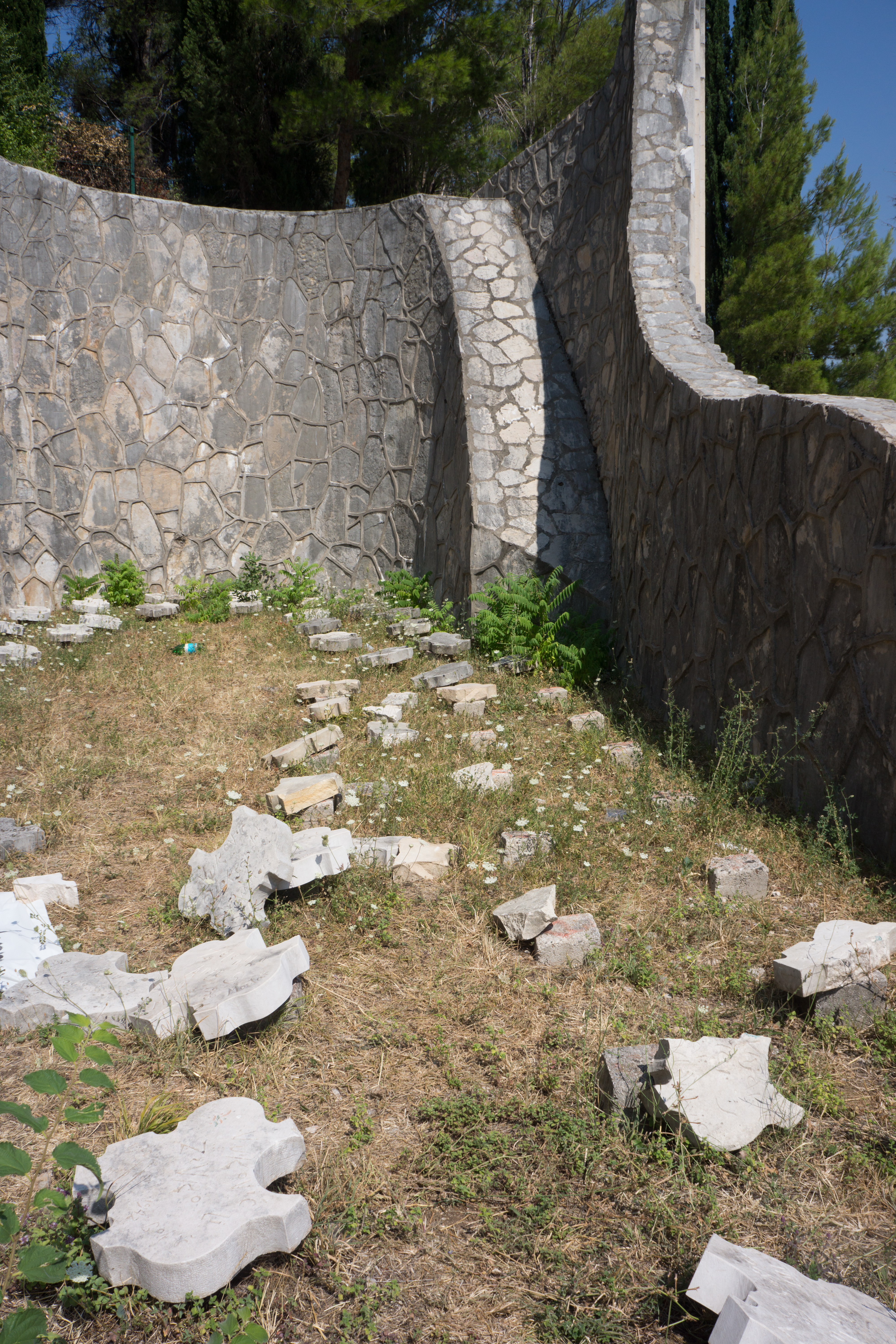